# Bailliage de Dorneck
Entités suivantes :
- Bailliage de Dorneck

?–1798
Entités précédentes :
- Seigneurie de Dorneck

La seigneurie de Dorneck est une seigneurie située dans l'actuel canton de Soleure. Elle devient par la suite un bailliage du canton de Soleure jusqu'en 1798 sous le nom de bailliage de Dorneck.

## Histoire
La seigneurie de Dorneck appartient d'abord aux comtes de Thierstein dès 1180. En 1360, le seigneur remet la seigneurie aux Habsbourg et la reprend en fief.
La seigneurie est composée de Dornach et Gempen. Soleure l'aggrandit de Seewen en 1487. En 1515, Soleure achète la seigneurie de Rotberg, composée de Metzerlen-Mariastein, Rodersdorf, Hofstetten-Flüh et l'ajoute au bailliage de Dorneck.